# Rogaine (sport)

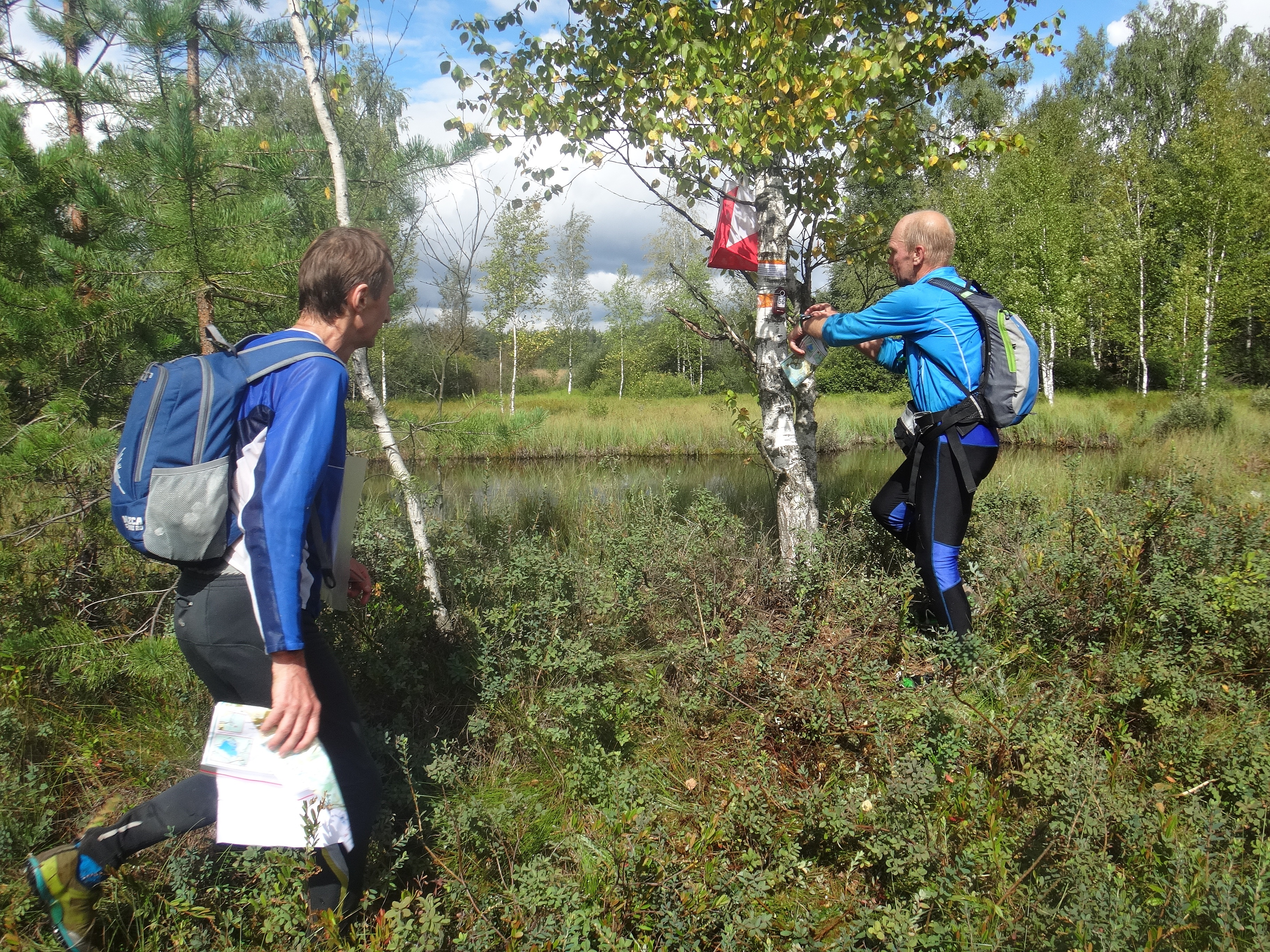
Equipe au poste de contrôle de Moscou rogaine – 2014, (30 août 2014, district de Noginsk, région de Moscou, Russie).

La Rogaine ou Rogaining est une course d'orientation de fond au score par équipes de longue durée, habituellement 6, 8, 12 ou 24 heures. La durée d'un championnat rogaine est de 24 heures.
Il existe des catégories par équipes masculines, féminines et mixtes. C'est une activité sportive de navigation avec carte et boussole.
L'objectif de l'équipe, de deux à cinq membres, est de visiter des postes de contrôle dans le temps prescrit et de faire un maximum de points de score. Chaque poste de contrôle est identifié sur le terrain par une balise orange et blanche. La valeur en points des postes de contrôle sont différents selon le niveau de la difficulté.
Les cartes utilisées pour la rogaine sont les cartes topographiques aux échelles 1:20000 à 1:50000.
Il existe une Fédération Internationale de rogaining qui régit et organise ce sport. Des championnats du monde, d'Europe et d'Amérique du Nord sont organisés chaque année,.

## Histoire du rogaine

Rogaining Logo.

D'origine australienne, il s'apparente au Raid d'orientation sous forme de course au score. Les participants, regroupés en équipe de 2 à 5 coureurs, doivent visiter des postes de contrôle disséminés dans la nature à l'aide d'une carte topographique détaillée et d'une boussole. Les postes de contrôle visités rapportent un nombre de points différent selon le niveau de difficulté pour les atteindre ; c'est pourquoi les équipes doivent faire preuve de stratégie (par exemple, visiter de nombreux postes à faible score). Le rogaining est une épreuve allant de 2h pour des compétitions de niveau régional et jusqu'à 24h pour les championnats d'Europe et du Monde. Le but est d'amasser le plus de points dans le temps imparti...
Le concept de rogaine en tant que sport à part entière est originaire d’Australie et remonte au premier événement public de vingt-quatre heures en 1972 et au premier rogaine en 1976. Cependant, depuis trente ans, des groupes universitaires ont organisé des événements connexes.

### Championnats

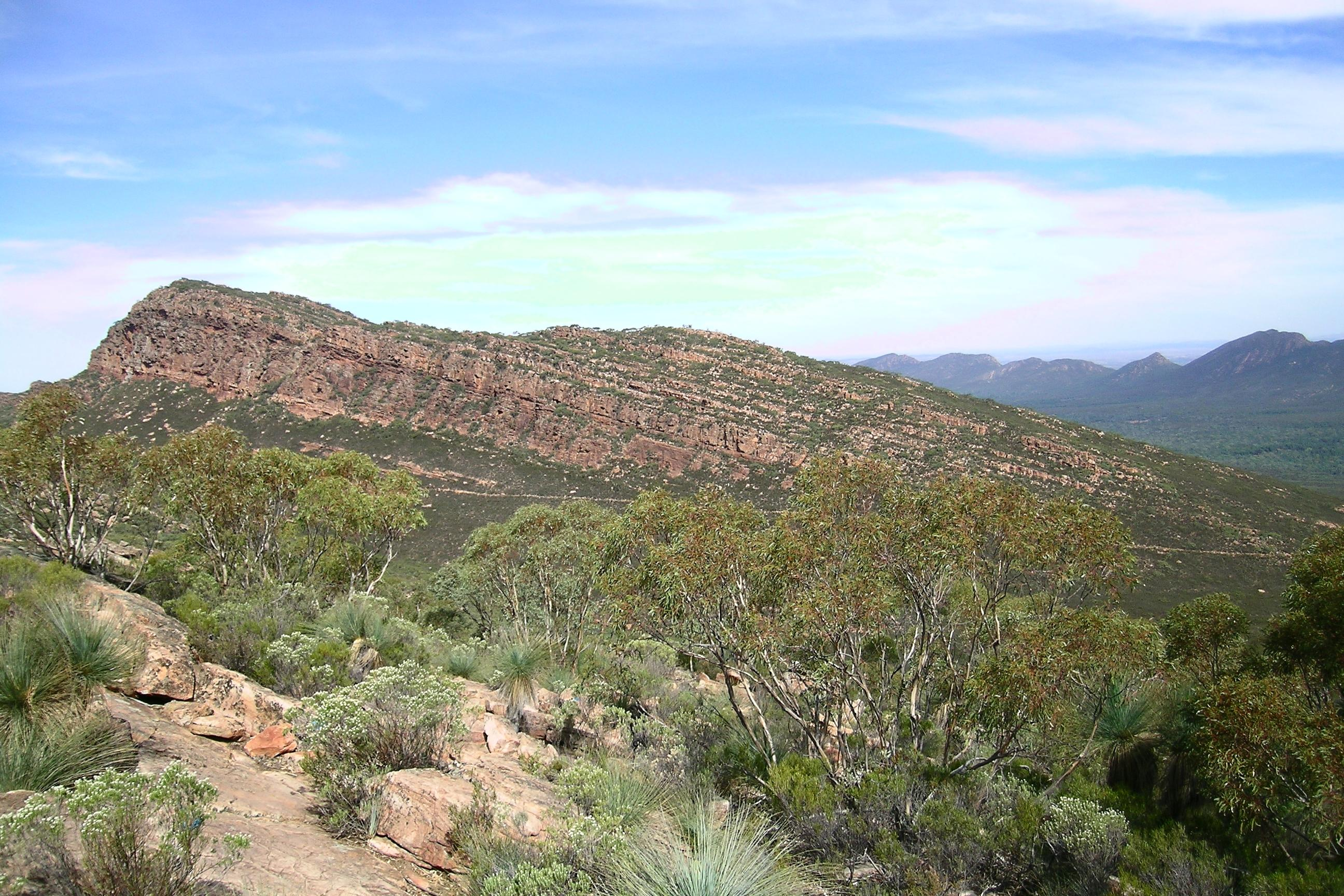
Wilpena Pound en Australie-Méridionale.

- 15th World Rogaining Championship (2017): Parc national de Rāzna, Lettonie[7].

- 16th World Rogaining Championship (2019): La Molina, Catalogne, Espagne[8].

- 17th World Rogaining Championship (2022): Králický Sněžník, Tchéquie[9].

- 18th World Rogaining Championship (2023): Lake Tahoe, Californie, États-Unis[10].

- Le 19e Championnats du monde de rogaine, du 5-6 juillet 2025, se tiendra en Espagne dans les municipalités de Quintanar de la Sierra et Neila, à environ 170 km au nord de Madrid[11].

- La Fédération internationale de rogaine a annoncé que les 20e Championnats du monde de rogaine seront organisés par l’Association australienne de rogaine[12]. Les championnats sont prévus pour les 16 et 17 septembre 2027 dans les Flinders Ranges en Australie-Méridionale, près de Wilpena Pound, une destination spectaculaire et populaire pour les visiteurs du monde entier[13],[N 2].

## Épreuves en France

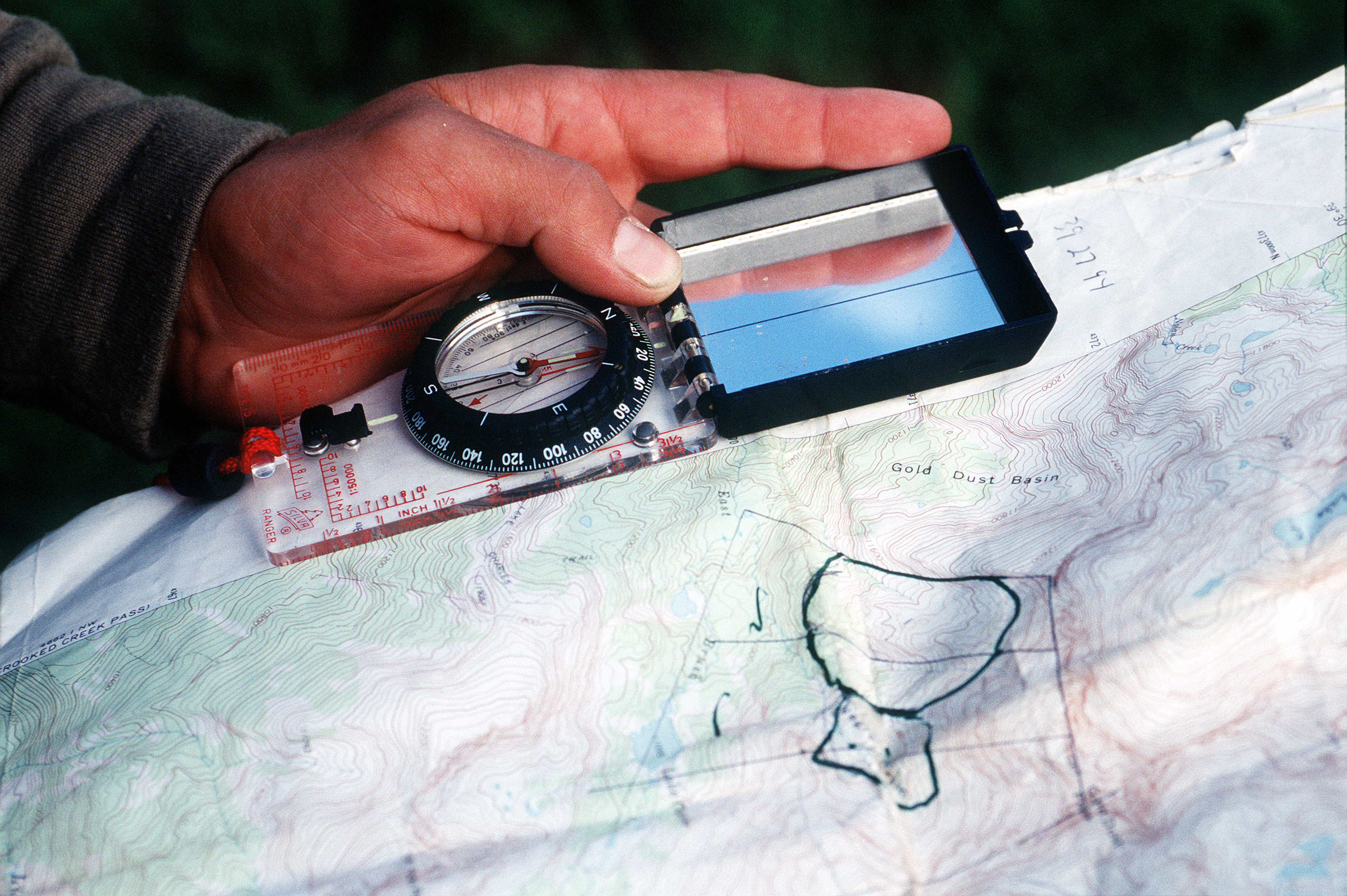
Boussole et carte.

Avec près de 10 000 licenciés en France, la course d'orientation compte de plus en plus d'adeptes. Début août 2023, pour le O'France, ils et elles étaient 2 500 à concourir dans les Pyrénées-Orientales.
Voir calendrier des Raids multisports en France, accueillant des sportifs de tous horizons. 
Liste non exhaustive ː
- Rogaining Larzac (3 juillet 2021) - L'Hospitalet-du-Larzac[17]
- 10e Vendée Raid, longue distance (2-3 juillet 2023) - Puy du Fou[18]
- Rаіd оrіеntаtіоn, lоnguе dіѕtаncе (6 avril 2024) - Bruniquel (82)[19]
- 4e Aubrаc Rоgаіnіng Avеyrоn (13 avrіl 2024) - Saint-Chély-d'Aubrac[20].
- 18e Lа Vаlmоtіvéе (13 octobre 2024) - Carvin (62)[21]
- Zоmb'іn Thе Dаrk Bеаuzеllе - Tоulоusе (9 novembre 2024) - Beauzelle[22]

## Voir aussi

Désigne un point de contrôle sur les parcours de rogaine.